# William Higby

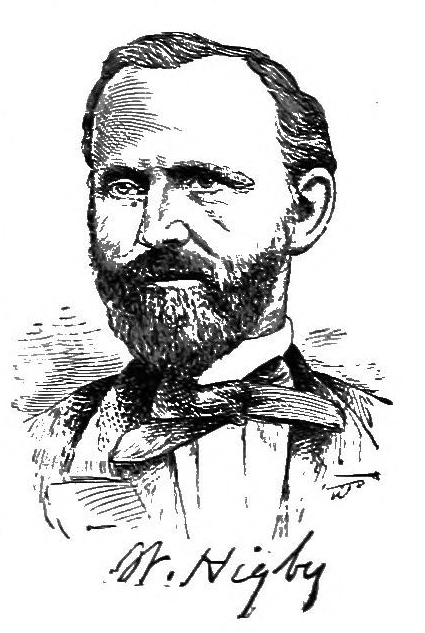
William Higby

William Higby (* 18. August 1813 in Willsboro, Essex County, New York; † 27. November 1887 in Santa Rosa, Kalifornien) war ein US-amerikanischer Politiker. Zwischen 1863 und 1869 vertrat er den Bundesstaat Kalifornien im US-Repräsentantenhaus.

## Werdegang
William Higby besuchte die öffentlichen Schulen in Westport und studierte danach bis 1840 an der University of Vermont in Burlington. Nach einem anschließenden Jurastudium und seiner 1847 erfolgten Zulassung als Rechtsanwalt begann er in Elizabethtown in diesem Beruf zu arbeiten. Im Jahr 1850 zog Higby in das Calaveras County in Kalifornien, wo er ebenfalls als Anwalt praktizierte. Zwischen 1853 und 1859 war er dort Bezirksstaatsanwalt. Gleichzeitig schlug er als Mitglied der Republikanischen Partei eine politische Laufbahn ein. In den Jahren 1862 und 1863 saß er im Senat von Kalifornien.
Bei den Kongresswahlen des Jahres 1862 wurde Higby im zweiten Wahlbezirk von Kalifornien in das US-Repräsentantenhaus in Washington, D.C. gewählt, wo er am 4. März 1863 die Nachfolge von Aaron Augustus Sargent antrat. Nach zwei Wiederwahlen konnte er bis zum 3. März 1869 drei Legislaturperioden im Kongress absolvieren. Diese waren bis 1865 von den Ereignissen des Bürgerkrieges geprägt. Seit 1865 war die Arbeit des Kongresses von den Spannungen zwischen der Republikanischen Partei und Präsident Andrew Johnson überschattet, die in einem nur knapp gescheiterten Amtsenthebungsverfahren gipfelten. In den Jahren 1865 und 1868 wurden der 13. und der 14. Verfassungszusatz ratifiziert. Seit 1865 war William Higby Vorsitzender des Bergbauausschusses. Im Jahr 1868 wurde er von seiner Partei nicht mehr zur Wiederwahl nominiert.
Nach dem Ende seiner Zeit im US-Repräsentantenhaus arbeitete Higby für einige Jahre als Zeitungsverleger. Zwischen 1877 und 1881 war er Leiter der örtlichen Finanzbehörde in seiner kalifornischen Heimat. Außerdem widmete er sich dem Gartenbau. Er starb am 27. November 1887 in Santa Rosa und wurde in Oakland beigesetzt.